# Planetário Professor José Baptista Pereira
O Planetário Professor José Baptista Pereira, também conhecido como Planetário da UFRGS,  é um planetário da cidade de Porto Alegre, Brasil, pertencente à Universidade Federal do Rio Grande do Sul (UFRGS). É um órgão de complementação de ensino e divulgação da Astronomia. Está localizado na esquina da Avenida Ipiranga com a Rua Ramiro Barcelos, no campus Saúde da UFRGS.
A origem do planetário da UFRGS se deve à doação, nos anos 70, de um projetor Zeiss [en] Spacemaster pelo Ministério da Educação e Cultura, e para sua instalação foi realizado um convênio entre a universidade e a Prefeitura Municipal. A construção do edifício coube à prefeitura, iniciada em 1971 com projeto de Fernando Gonzales e colaboração de Walter Bered, e sua administração ficou a cargo da universidade. Em 20 de outubro de 1972, já concluído mas não inaugurado, o prédio foi visitado pelos astronautas norte-americanos James Lovell e Donald Slayton.
Foi aberto ao público em novembro de 1972, no encerramento da XIII Semana de Porto Alegre. Suas instalações incluem um entorno com espelho d'água, relógio de sol e uma rosa dos ventos. A cúpula tem 12 m de diâmetro, e seu aparelho possibilita a projeção do sistema solar e de oito mil estrelas, com suas posições passadas, presentes e futuras. Além das projeções o planetário desenvolve um programa de atividades culturais paralelas que já atingiu mais de um milhão de pessoas.
Seu nome é uma homenagem ao professor de Engenharia José Baptista Pereira, que trabalhou pela Astronomia no Rio Grande do Sul. No dia 4 de agosto o espaço externo do Planetário da UFRGS foi reinaugurado, no local dos espelhos d´água agora temos jardins, o relógio de sol e rosa dos ventos foram recuperados.